# 大隆背海鯰
大隆背海鯰為輻鰭魚綱鯰形目海鯰科的其中一種，分布於南美洲委內瑞拉至巴西亞馬遜河河口淡水、半鹹水水域，棲息深度可達20公尺，體長可達63公分，棲息在泥底質的底層水域，屬肉食性，繁殖期在5、6月，雄魚會以口孵卵，可作為食用魚。

## 擴展閱讀
維基物種上的相關：大隆背海鯰